# Invernaderos ecológicos en Puebla
Los invernaderos ecológicos en Puebla son una alternativa sustentable para aumentar el reciclaje en Puebla, y proteger el ambiente, ya que permiten el cultivo de plantas fuera de su temporada, mientras proveen una solución al problema de reciclaje de basura que crece en el estado día a día.

## Amenazas ecológicas
Las amenazas ambientales en Puebla son  procedidas de las progresivas tendencias de urbanización y el desarrollo de las megalópolis, los rigurosos cambios climáticos, la complicada situación del agua dulce y sus consecuencias para la inseguridad alimenticia y el medio ambiente, así como la explotación insostenible, la debilitación de los recursos biológicos, la sequía y la desertificación, la deforestación incontrolada, los químicos peligrosos y sus consecuencias sobre la salud humana, problemas que en el 2012 están siendo atendidos
Las plantas, animales y otros organismos oponen resistencia a los efectos de contaminantes como el ozono.  Pero aun así se ven dañados, los más afectados son los cultivos de uva y en los bosques los pino, pero en el 2012 se sabe que afecta a especies silvestres y a cultivos comerciales, como cebolla, sandía, la papa, el frijol, el maíz, el tabaco, etc.  Además, el ozono puede generar que estos cultivos y árboles sean más sensibles al ataque de hongos e insectos que los debilitan o los matan.
Otra amenaza, es la lluvia ácida que es el proceso por el cual ciertos ácidos se forman en la atmósfera a partir de contaminantes y luego se precipitan a la tierra. La lluvia ácida tiene distintos efectos en medio ambiente, produciendo daños directos e indirectos a los ecosistemas e incluso a la salud humana.  La acidez de la lluvia provoca la pérdida de fertilidad del suelo, así como en las plantas provocando desgaste de hojas y debilitación de su tallo.

## Invernaderos
Los invernaderos se utilizan para que las plantas crezcan en un ambiente más controlado que en el exterior, son utilizados principalmente en zonas de clima muy frío y resulta difícil que ciertas plantas se puedan desarrollar.  Un invernadero, permite tener plantas de todas las temporadas del año, y puede llegar a acelerar el crecimiento de las plantas o frutos que se encuentran dentro de él.
Dependiendo del número de plantas que se desean  sembrar, los invernaderos pueden llegar a ocupar hectáreas de territorio, o pueden tener un tamaño menor al de una habitación. Están construidos de materiales transparentes, como plástico o cristales, y suelen contar con ventanas o espacios que permiten que el aire fluya al interior, así como los insectos que ayudan a la polinización de las plantas.
En Puebla, en invierno y en las noches, la temperatura suelen descender considerablemente, a tal grado que muchas plantas no logran resistir y mueren, por lo cual los invernaderos pueden llegar a ser la solución. Además, de ser una solución ante la imposibilidad del desarrollo de ciertas plantas, los invernaderos permiten a las familias que los poseen, tener un ahorro considerable de dinero al poder cosechar sus verduras o frutas en su propio hogar, y eliminar la necesidad de comprar.

## Invernaderos ecológicos
No sólo es preocupante cuidar y mantener flores de todas las temporadas durante todo el año. Debemos preocuparnos  porque esta nueva tecnología de los invernaderos no afecte al medio ambiente, debido a los productos químicos que pueden llegar a utilizarse o bien los materiales con los que están construidos los invernaderos, es por eso que crean los invernaderos ecológicos.
Los invernaderos ecológicos prefieren técnicas y prototipos muchos más innovadores y respetuosos con el medio ambiente, con esto se disminuye las repercusiones del denominado cambio climático y a la vez la eliminación del dióxido de carbono, debido a los materiales reutilizables o reciclados con los que construyen. Estos invernaderos son hechos con botellas de plástico y bolsas de plástico, es decir material que a veces creemos que ya no sirven o no tienen un uso reciclable.

## El plástico en nuestras vidas
El plástico tiene muchos usos como embalajes, sirve para envasar, conservar y distribuir alimentos, medicamentos, bebidas, agua, artículos de limpieza, de tocador, que pueden llegar a la sociedad de forma segura.
A nivel mundial, se calcula que 25 millones de toneladas se acumulan en el medio ambiente cada año y puede permanecer inalterable en periodo de tiempo entre 100 y 500 años. Todo ocurre debido a que la degradación del plástico es muy lenta y consiste en que se segmenta en partículas muy pequeñas, las cuales van a dar a los mares, ríos, sedimentos y suelos.
Además, es parte de la cultura, la  adicción al plástico, resulta notable la utilización de bolsas de este material en supermercados y tiendas departamentales. Para un hogar  promedio, es fácil acumular centenas de bolsas plásticas en solo un año.  La elaboración de las bolsas plásticas, liberan miles de toneladas de emisiones atmosféricas que contaminan los cielos y favorecen al efecto invernadero. Más de 500,000 millones de bolsas son usadas cada año en el planeta, algo así como 1, 000,000 de bolsas por minuto, demandando entre 60 a 100 millones de barriles de petróleos para fabricarlas.

### Problema de reciclaje
Cada día, en la capital poblana se generan mil 600 toneladas de desechos, que son recogidos por personal de la empresa Rellenos Sanitarios S.A. (Resa), aunque el sistema de recolección es eficiente, el de reciclaje continua sin ser aceptable. En la búsqueda por hacer más eficiente el manejo de la basura, el Ayuntamiento ha contratado a la consultoría PriceWaterHouse para que realice un estudio de factibilidad  de una planta de tratamiento de residuos sólidos, pero de no funcionar este proyecto, tendría que modificar su sistema de recolección.
Al respecto la regidora y presidenta de la Comisión de Ecología y Medio Ambiente, Verónica Mastretta Guzmán aseguró que los ciudadanos se desmotivan del proceso de recolección de la empresa RESA, pues aunque separen la basura en sus hogares, los camiones compactan todo el material.
Un ejemplo claro de la falta de atención durante la recolección, puede verse en la situación que se dio en la colonia San Manuel, que se tomó como lugar piloto para poner en marcha un programa de reciclaje, cuyo objetivo era que la gente separara la basura orgánica de la no orgánica, la gente comenzó a notar que los trabajadores de la basura no realizaban la separación, y que las bolsas eran subidas al camión de basura, sin importar si se trataba de bolsas con contenido orgánico o inorgánico.
No obstante, aunque  el panorama se ve gris para el reciclaje en Puebla, aún hay contenedores de residuos reciclables en las principales plazas de la ciudad. Lo que se busca reciclar son: plástico y PET, botellas de vidrio, papel y cartón, revistas y periódicos, metal y aluminio, electrónicos y tetrapack. Sin olvidar, que se ha promovido un programa de reciclaje con recolectores voluntarios, llamado “Al Piso No”, que para mayo del 2012 logró la recolección de 2 mil 800 toneladas de basura, que equivale a dos días de basura captada por el relleno sanitario. Este programa tiene el objetivo de incorporar a los recolectores voluntarios de residuos sólidos urbanos al programa de separación de residuos del Organismo Operador del Servicio de Limpia, brindar una capacitación básica del manejo de tales materiales, empadronarlos, otorgarles credenciales y casaca que identifique su labor. El recolector repartirá un folleto solicitando la separación de residuos sólidos urbanos, así como su entrega en un día y hora determinados.